# Comté de Foard
Le comté de Foard, en anglais : Foard County, est un comté situé dans le nord de l'État du Texas aux États-Unis. Il est nommé en l'honneur de Robert Levi Foard, un avocat et soldat dans la guerre de Sécession. Le siège du comté est Crowell. Selon le  recensement de 2020, sa population est de 1 095 habitants, estimée, en 2017, à 1 222 habitants. 
Le comté a une superficie de 1 833 km2, dont 1 830 km2 en surfaces terrestres.

## Démographie
Lors du recensement de 2010, la ville comptait une population de 1 336 habitants. Elle est estimée, en 2017, à 1 222 habitants.
| Groupes           | Comté de Foard | Texas | États-Unis |
| ----------------- | -------------- | ----- | ---------- |
| Blancs            | 90,6           | 70,4  | 72,4       |
| Autres            | 4,0            | 10,6  | 6,4        |
| Afro-Américains   | 4,0            | 11,9  | 12,6       |
| Métis             | 0,8            | 2,5   | 2,7        |
| Asiatiques        | 0,4            | 3,8   | 4,8        |
| Amérindiens       | 0,2            | 0,7   | 0,9        |
| Total             | 100            | 100   | 100        |
|                   |                |       |            |
| Latino-Américains | 14,0           | 37,6  | 16,7       |